# Father of the Bride (musikalbum)
Father of the Bride är ett musikalbum av den amerikanska musikgruppen Vampire Weekend. Albumet är deras fjärde studioalbum och gavs ut i maj 2019. Det är deras första för storbolaget Columbia Records sedan de lämnat det oberoende skivbolaget XL Recordings. Gruppen hade arbetat under lång tid med albumet som de först avslöjade var under inspelning 2016, och flera gånger förlängt lanseringen. Under 2018 års Lollapalooza-festival meddelade Ezra Koenig att albumet var färdigt. Trots det dröjde lanseringen ytterligare och till slut dröjde det sex år efter gruppens senaste skiva Modern Vampires of the City innan albumet gavs ut. Under perioden lämnade originalmedlemmen Rostam Batmanglij gruppen, men han medverkar i mindre skala som producent på albumet. Den första singeln som kom ut från albumet var "Harmony Hall" i januari 2019. Den följdes senare av "Big Blue" och "This Life".
Albumets musik utforskar en bred musikalisk palett med alla möjliga musikstilar. Skivan har också beskrivits att vara mer inspirerad av amerikansk musik än tidigare. På sidan Metacritic har skivan nått betyget 83/100 vilket indikerar "universellt erkännande".

## Låtlista
1. "Hold You Now" - 2:33
2. "Harmony Hall" - 5:08
3. "Bambina" - 1:42
4. "This Life" - 4:28
5. "Big Blue" - 1:48
6. "How Long?" - 3:32
7. "Unbearably White" - 4:40
8. "Rich Man" - 2:29
9. "Married in a Gold Rush" - 3:42
10. "My Mistake" - 3:18
11. "Sympathy" - 3:46
12. "Sunflower" - 2:17
13. "Flower Moon" - 3:57
14. "2021" - 1:38
15. "We Belong Together" - 3:10
16. "Stranger" - 4:08
17. "Spring Snow" - 2:41
18. "Jerusalem, New York, Berlin" - 2:54